# Anthophora crinipes
Anthophora crinipes ist eine Biene aus der Familie der Apidae. Die Weibchen können mit Anthophora quadrimaculata und Anthophora crassipes verwechselt werden, Männchen sehen Anthophora plumipes ähnlich.

## Merkmale
Die Bienen haben eine Körperlänge von 12 bis 13 Millimeter. Die Weibchen sind braungrau behaart, auf dem Scheitel, dem Rücken des Thorax, und den Scheiben der Tergite ist die Behaarung mit schwarzen Haaren durchmischt. Die ersten vier Tergite haben am Hinterrand helle Haarbinden, die Tergitränder sind weißlich durchscheinend. Die Schienenbürste (Scopa) ist weißlich. Die Männchen haben eine gelbe Zeichnung im Gesicht. Die Behaarung ist gleich wie beim Weibchen. Das siebte Tergit hat am Ende zwei Zähnchen. Die Tarsen der mittleren Beine haben neben schwarzen Haarfransen an der Vorderkante des Fersengliedes (Metatarsus) und an beiden Seiten des Krallengliedes an allen Gliedern sehr lange, helle Haare. Das Fersenglied der Hinterbeine ist zum Ende hin verbreitert und mindestens zweieinhalb Mal so lang wie am Ende breit.

## Vorkommen und Lebensweise
Die Art ist in Südeuropa, vereinzelt auch in Mitteleuropa und dem Aostatal verbreitet. Sie fliegt von Ende März bis Anfang Juli, wobei im Süden zwei Generationen auftreten. Die Weibchen legen ihre Nester im Erdboden an. Pollen wird von verschiedenen Pflanzenfamilien, insbesondere von Lippenblütlern (Lamiaceae), Raublattgewächsen (Boraginaceae) und Korbblütlern (Asteraceae) gesammelt. Kuckucksbiene der Art ist Melecta luctuosa.

## Belege
Felix Amiet, M. Herrmann, A. Müller, R. Neumeyer: Fauna Helvetica 20: Apidae 5. Centre Suisse de Cartographie de la Faune, 2007, ISBN 978-2-88414-032-4.